# Huawei P8
Huawei P8 — смартфон, який розробила компанія Huawei; входить у флагманську серію P. Був представлений 15 квітня 2015 року.

## Дизайн
Екран виконаний зі скла Corning Gorilla Glass 3. Корпус виконаний з алюмінію зі скляною вставкою зверху.
Знизу розташований роз'єм microUSB, динамік та стилізований під динамік мікрофон. Зверху розміщений другий мікрофон та 3.5 мм аудіороз'єм. З правого боку розміщені кнопки регулювання гучності, кнопка блокування смартфону та слоти під 2 SIM-картки і карту пам'яті формату MicroSD до 128 ГБ.
В Україні Huawei P8 на 16 ГБ продавався в кольорах Titanium Grey (сірий) та Mystic Champagne (блідо-золотий).
Версія на 64 ГБ продавалася в кольорах білому Carbon Black (чорний) та Prestige Gold (золотий).

## Технічні характеристики

### Платформа
Смартфон отримав процесор Kirin 930 або 935 та графічний процесор Mali-T628 MP4.

### Батарея
Батарея отримала об'єм 2680 мА·год.

### Камера
Смартфон отримав основну камеру 13 Мп, f/2.0 (ширококутний) з автофокусом, оптичною стабілізацією та здатністю запису відео в роздільній здатності 1080p@30fps. Фронтальна камера отримала роздільність 8 Мп, світлосилу f/2.4 (ширококутний) та здатність запису відео в роздільній здатності 1080p@30fps.

### Екран
Екран IPS-NEO LCD, 5.2", FullHD (1920 × 1080) з щільністю пікселів 424 ppi та співвідношенням сторін 16:9.

### Пам'ять
Смартфон продавався в комплектаціях 3/16 та 3/64 ГБ. В Україні смартфон продавався тільки в версії 3/16 ГБ.

### Програмне забезпечення
Смартфон був випущений на EMUI 3.1 на базі Android 4.4.2 KitKat. Був оновлений до EMUI 4 на базі Android 6.0 Marshmallow.

## Галерея

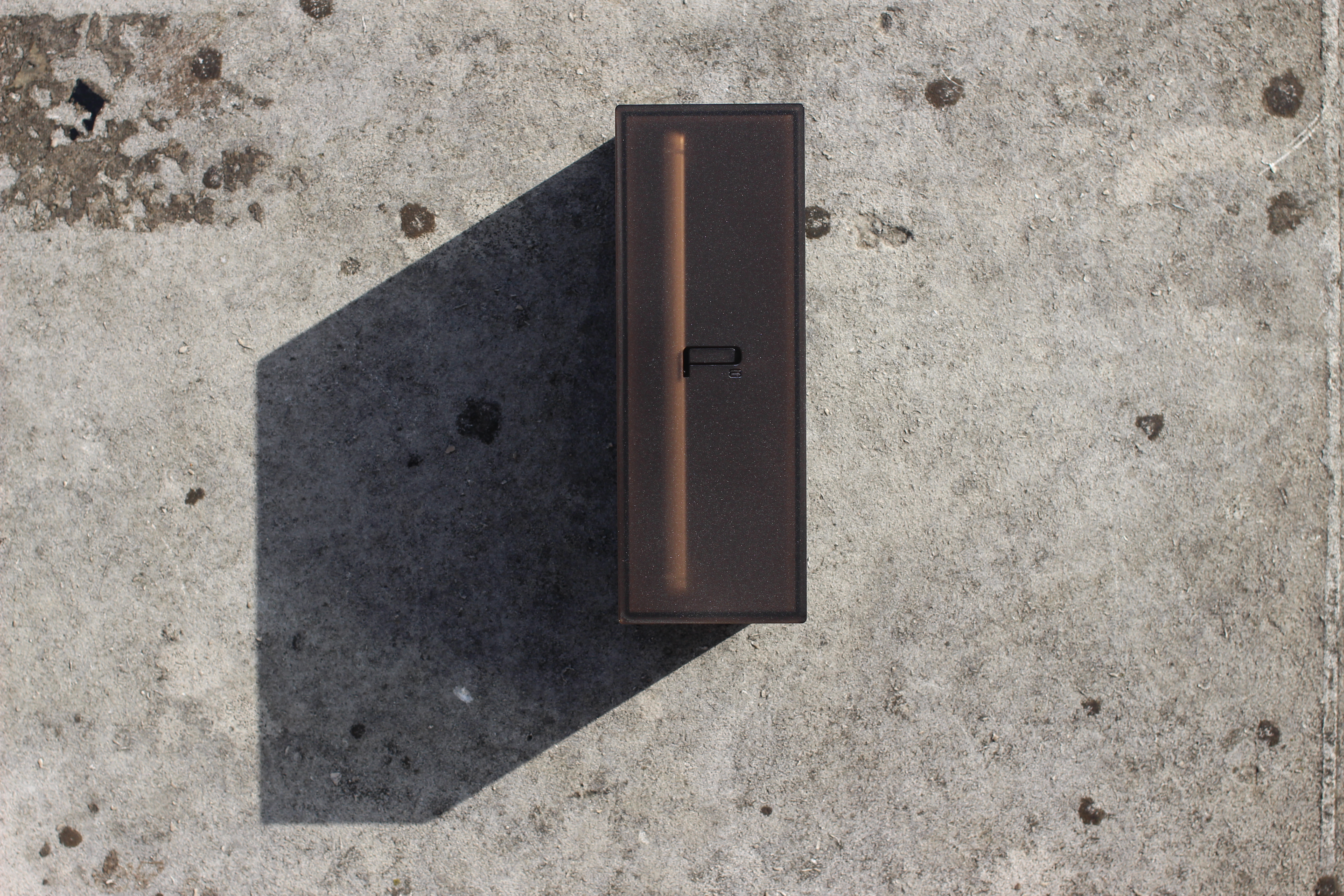
Коробка Huawei P8
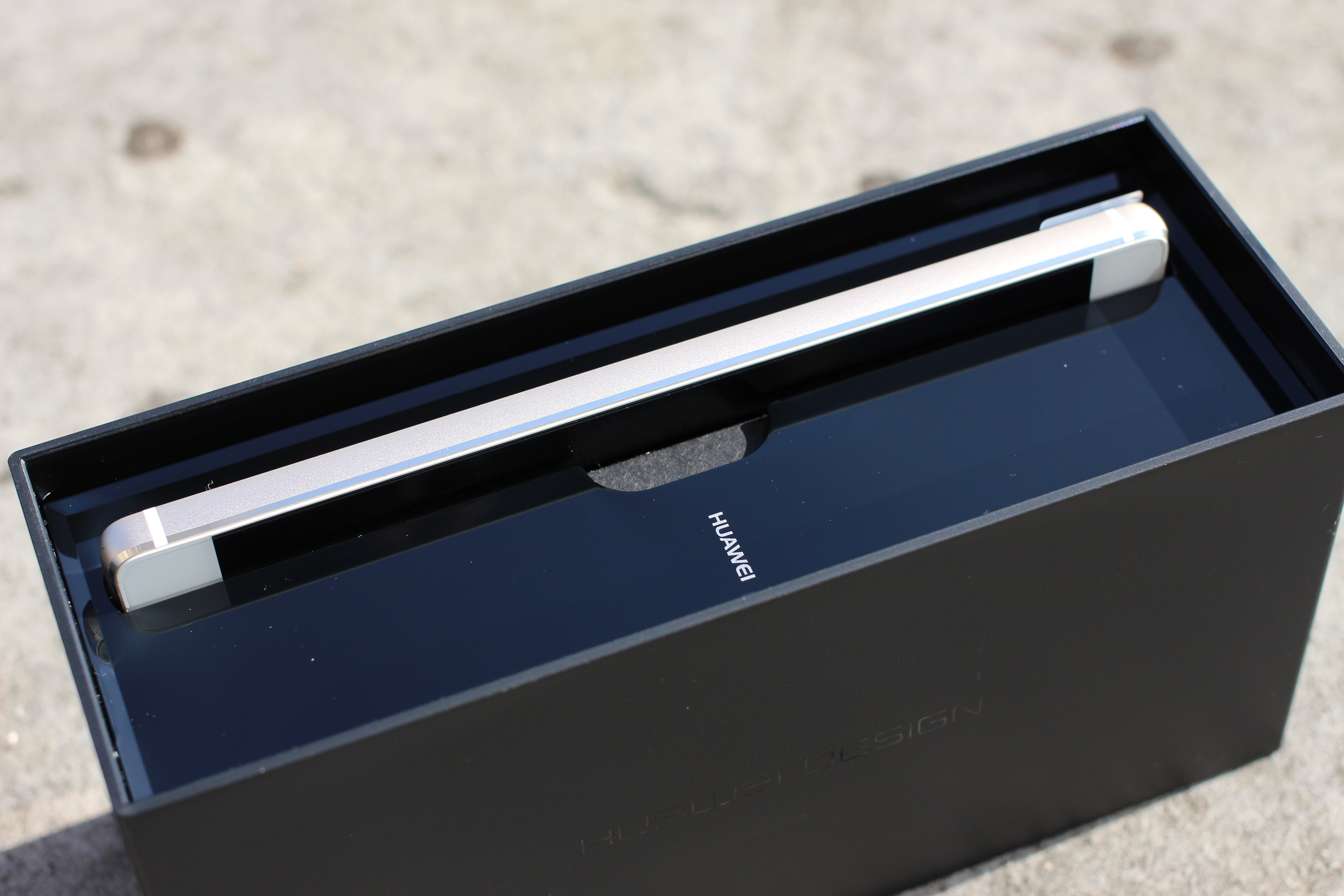
Huawei P8 в коробці
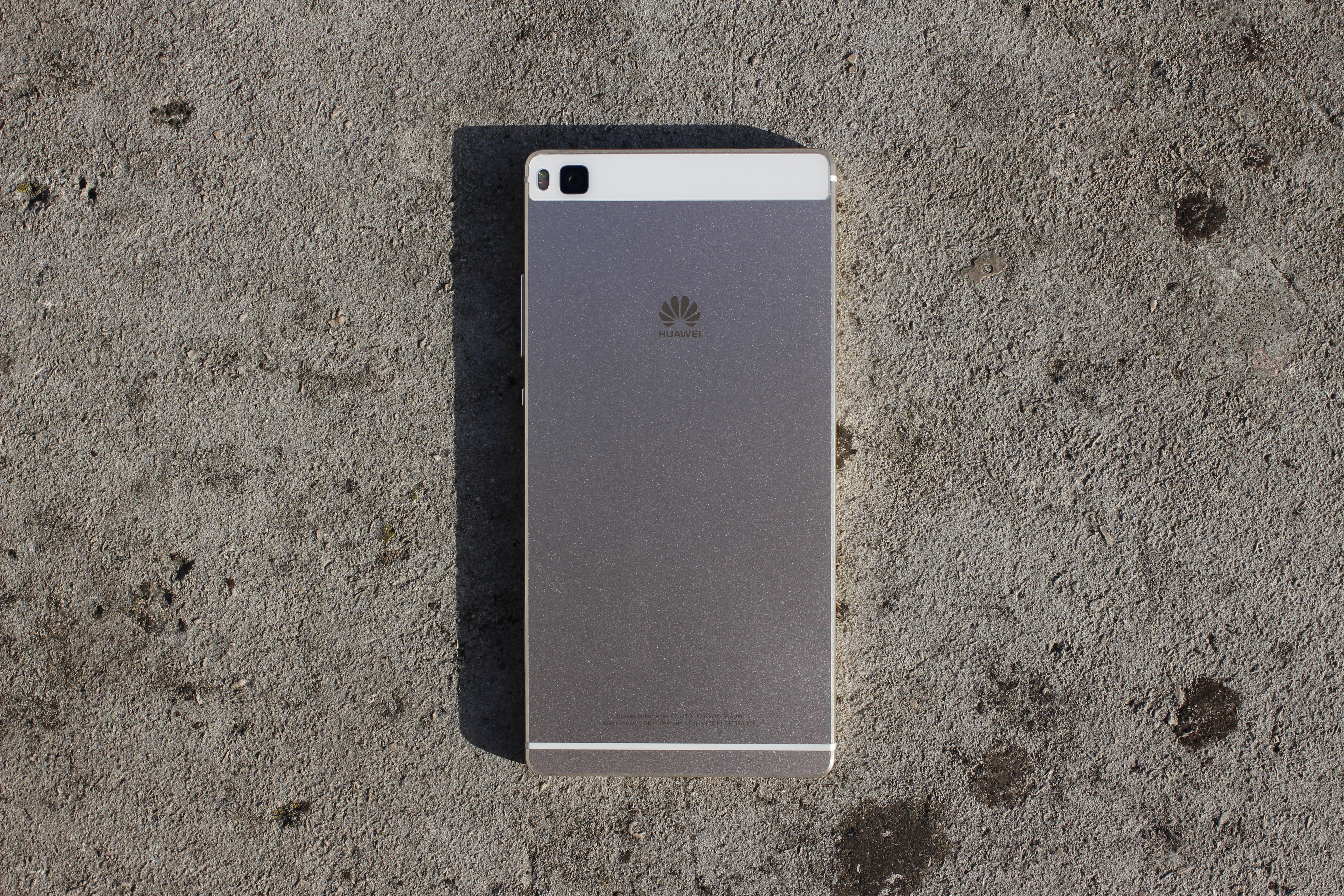
Задня панель Huawei P8
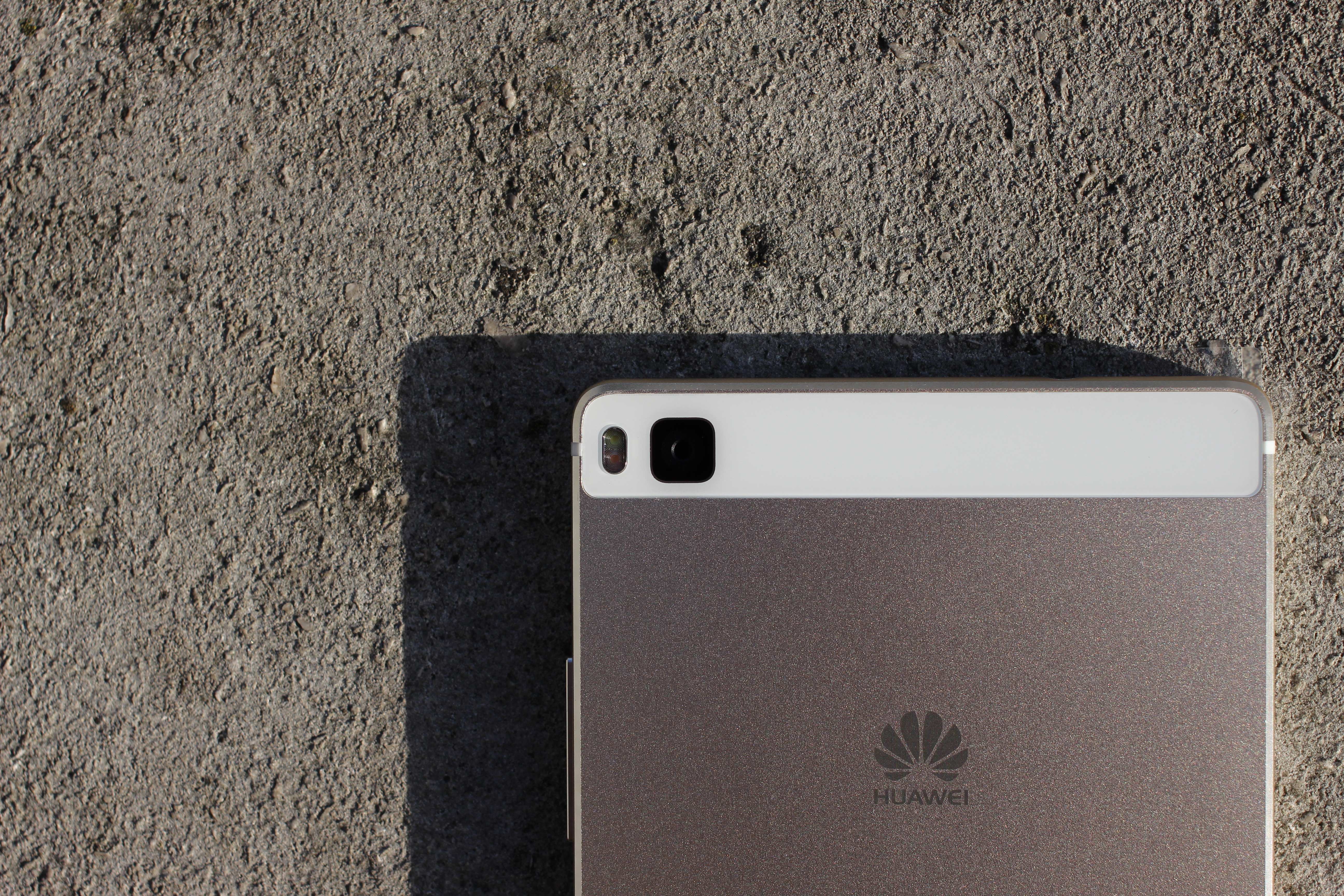
Скляна вставка на задній панелі Huawei P8
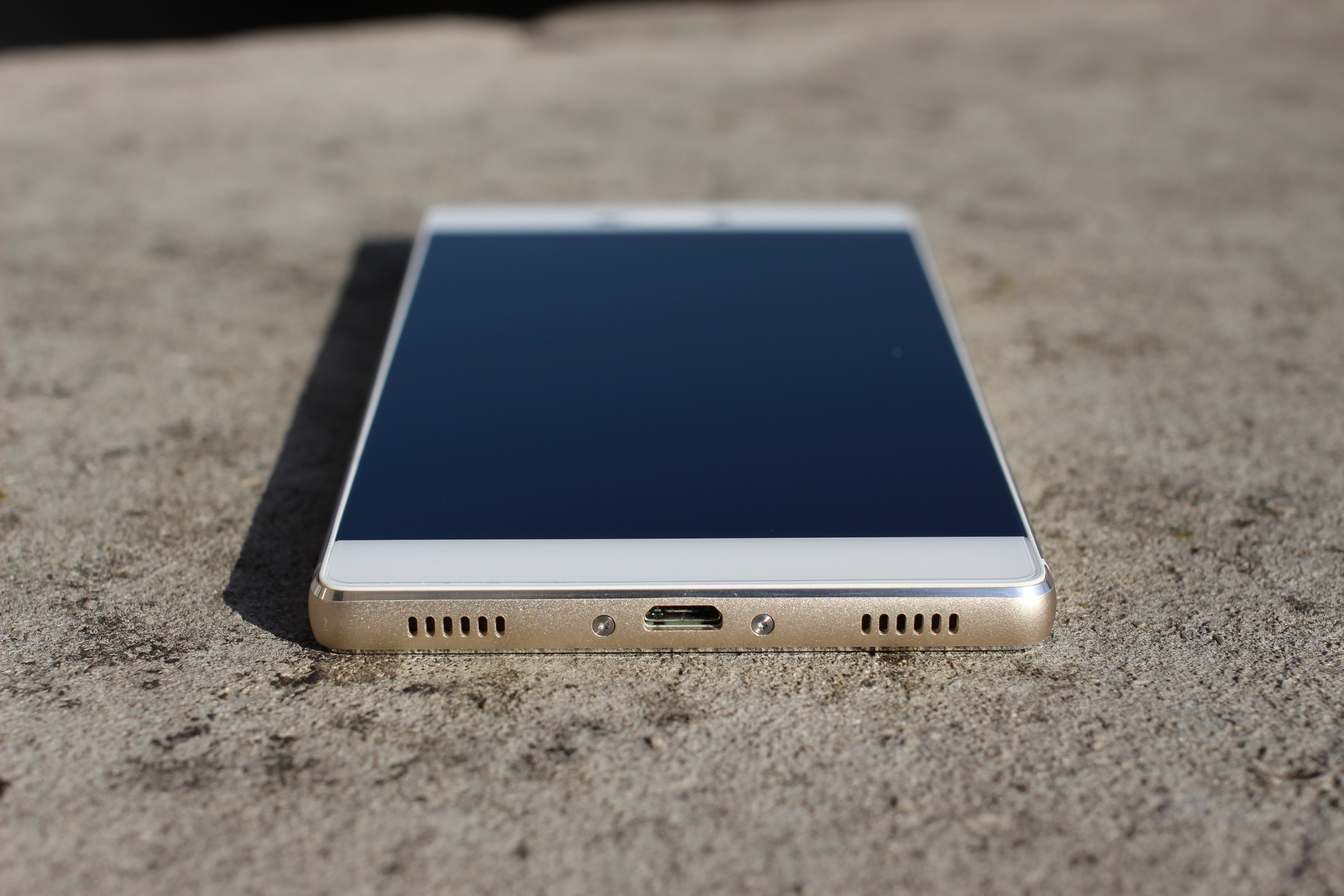
Нижня частина Huawei P8
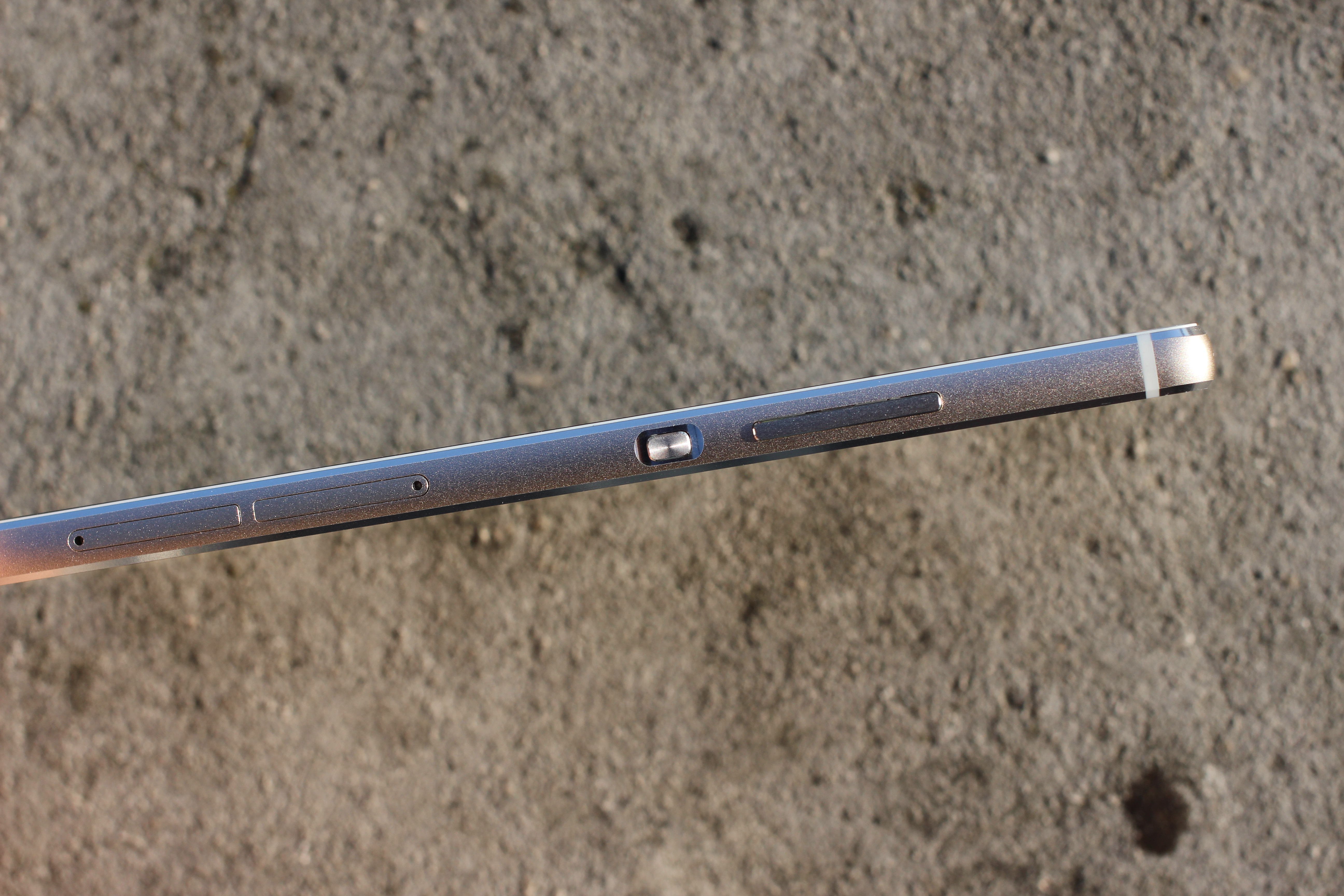
Права частина Huawei P8
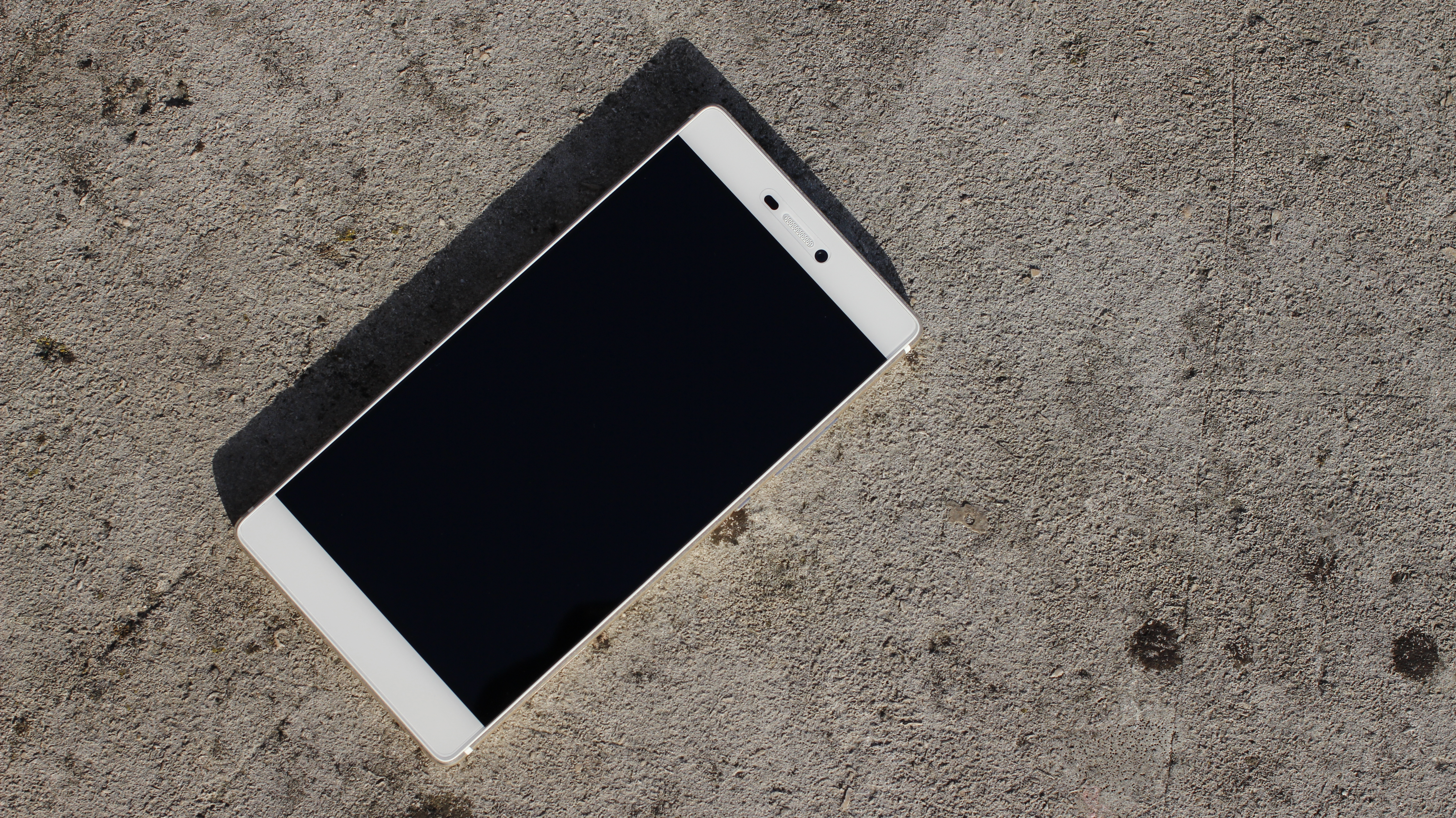
Передня частина Huawei P8